# 迪士尼加州大飯店
迪士尼加州大飯店（Disney's Grand Californian Hotel & Spa）是一間位於美國加州安那翰迪士尼樂園度假區內的度假村飯店。飯店在2001年間迪士尼樂園度假區大幅擴建時落成，是度假區中的主要飯店之一，由華特迪士尼樂園及度假區負責營運。飯店的建築設計與裝潢以20世紀美國艺术与工艺美术运动（Arts & Crafts）為主題，展示了北加利福尼亞州的建築樣式。飯店內也設有一棟迪士尼假期俱樂部會館，於2009年9月開幕。

## 建築設計
迪士尼加州大飯店的建築設計是以1990年代早期艺术与工艺美术运动為靈感來源。接待大廳的設計參考了舊金山的大教堂（Swedenborgianism），中央大廳則以「客廳」的印象進行規劃，包括大型的火爐、許多的拱形樑柱，以及圍繞著小型咖啡桌的椅子和沙發。
飯店內的部分客房和空間包含了向工艺美术运动時期重要建築師或設計師致敬的要素。例如其中兩間套房和加州會議室（California Boardroom）內有著法蘭克·洛伊·萊特的風格，而納帕玫瑰（Napa Rose）餐廳內則有以查爾斯·雷尼·麥金托什作品為靈感的玫瑰圖案玻璃裝飾。

## 擴建
2007年9月18日，迪士尼宣布迪士尼加州大飯店將會增加三成以上的住宿空間，並包含美國西海岸第一座的迪士尼假期俱樂部]別莊。這項擴建計畫約占地2.5英畝（10,000平方），位於原有飯店設施的南方，新建了超過200間的客房，以及50間的兩房度假別莊，在擴建改裝期間，同時也新增了一座游泳池以及地下停車場。擴建計畫在2009年9月完工。

## 設施

### 餐飲和購物
- Napa Rose
- Napa Rose Lounge
- Storytellers Cafe
- Hearthstone Lounge
- White Water Snacks
- Acorn's Gifts and Goods

### 休閒設施
- Fountain Pool（泉水泳池）
- Redwood Pool（紅木泳池）
- Mariposa Pool（瑪莉波莎泳池）
- Madara Spa

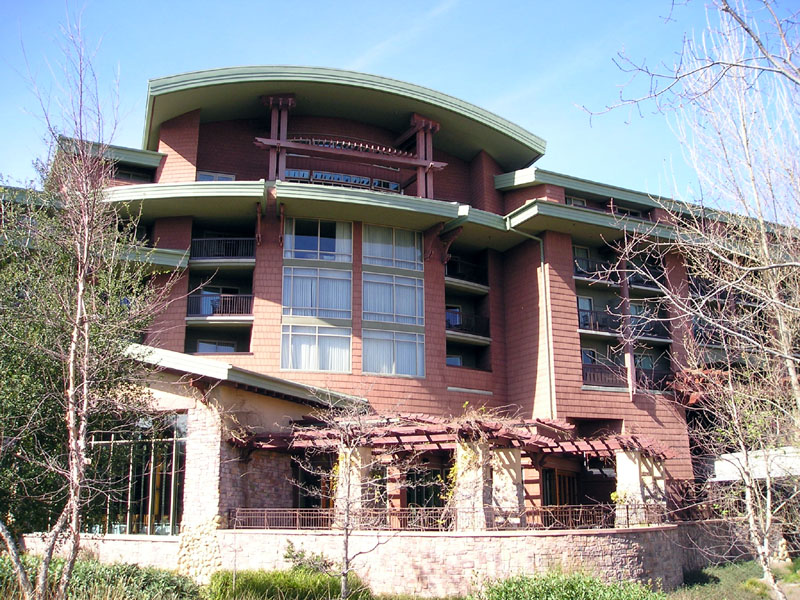
從迪士尼加州冒險樂園看向迪士尼加州大飯店。
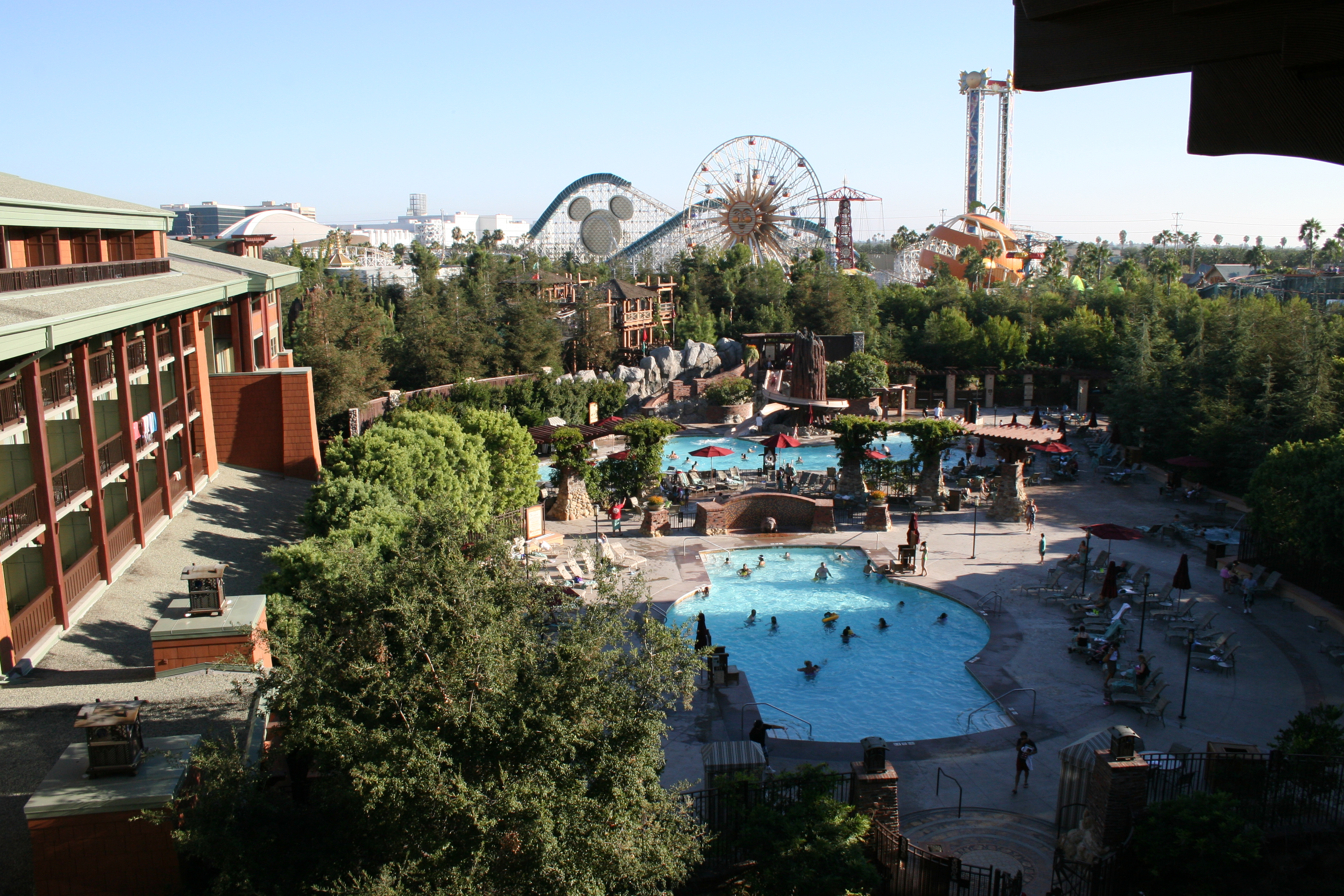
飯店內的三座泳池之一。
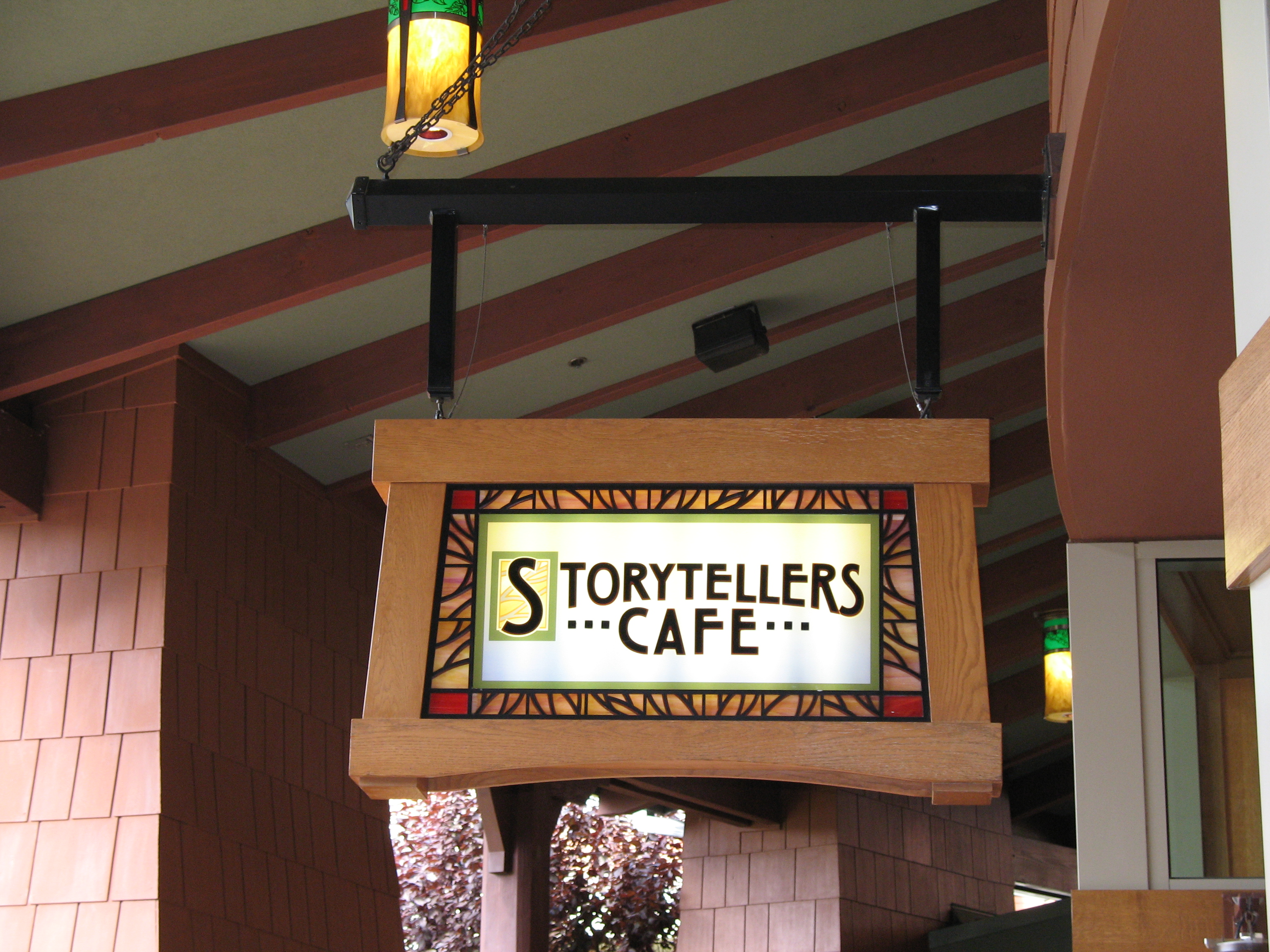
「Storytellers Cafe」的招牌。

## 意外事件
2005年12月28日約凌晨3點時，位於飯店大廳內的聖誕樹因更換燈泡不慎而著火。飯店內約2,300名在4分鐘內全數撤離。隨後火勢被飯店內的自動灑水系統和安那翰消防隊員控制。兩名住客受到輕傷。住客們在早上7點陸續回到客房，其中部分住客被移置往鄰近的飯店。

## 資料來源
1. ↑  Cain, Sandi. . Orange County Business Journal. 2007-09-18.

## 外部連結
- 迪士尼加州大飯店官方網站 （页面存档备份，存于）